# Récréation dans un camp russe
Récréation dans un camp russe (souvenir de Moldavie) est un tableau du peintre français Jean-Léon Gérôme. C’est une peinture à l'huile sur toile de 60 × 102 cm réalisée en 1855, et représentant des soldats russes jouant de la musique. Elle fait partie de la collection particulière Terence Garnett à San Mateo aux États-Unis avec quatre autres toiles : Socrate venant chercher Alcibiade chez Aspasie de 1861, Bischarin, buste de guerrier de 1872, Markas Botzaris de 1874 et Enfant avec un masque de 1861.
En 1852, Gérôme reçoit la commande d’une grande toile par le gouvernement pour l’exposition universelle de 1855. Il choisit d’illustrer le siècle d’Auguste et décide de partir en Europe de l’est pour faire des croquis de la population. Il souhaite aller en Russie mais à cause de la guerre de Crimée, il change ses plans en prenant la direction de l’Autriche. Il longe le Danube jusqu’à Constantinople. Sur la route, il se trouve bloqué une semaine au milieu de nulle part, obligé d’attendre un bateau avec ses amis. Gérôme n’est pas de bonne humeur. L'artiste affirme avoir été témoin de cette scène : un groupe de soldats russes de mauvaise humeur est contraint de jouer de la musique (sistre, violon, tambour..), sous la direction de leur supérieur équipé d’un fouet,.
Il présente donc à l’exposition universelle une oeuvre monumentale : Le Siècle d'Auguste qui rencontre de nombreuses critiques. On lui reproche un manque d’originalité. Curieusement, c’est Récréation dans un camp russe, fini juste à temps pour l’événement, qui rencontre un vif succès.
La toile est signée et datée en bas à gauche dans l’herbe : J.L.GEROME et 1855 sur deux lignes.
La toile est acquise par Achille Fould jusqu’à sa mort en 1867. Elle change peu de propriétaire. Elle est vendue par Sotheby’s en 1987 pour 60.000 livres et entre dans la collection d'Edward T Wilson. En 2004, elle est achetée pour la collection Terence Garnett.